# Leucòcit

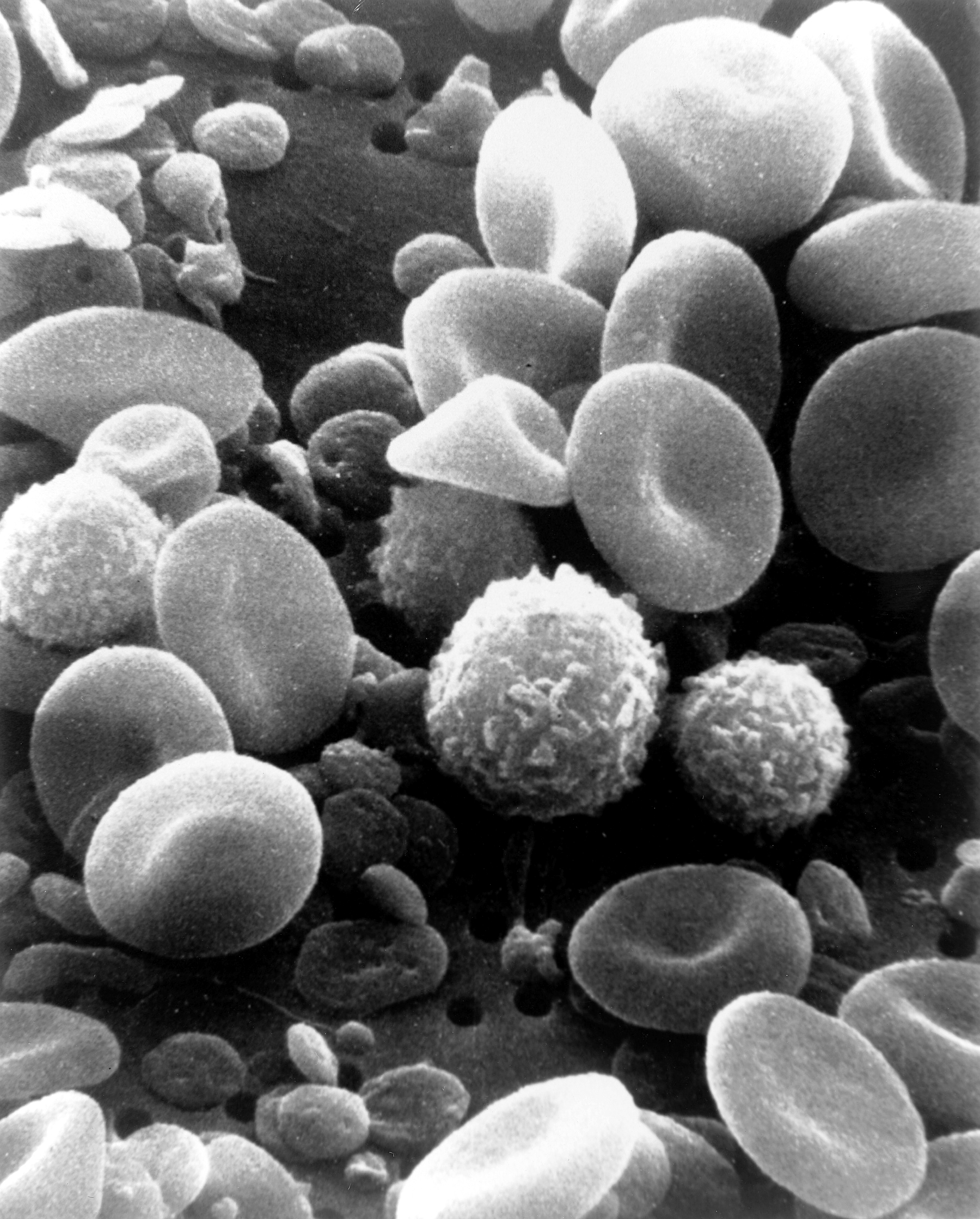
Imatge de cèl·lules sanguínies (la cel·lula esfèrica central en la imatge amb petites protuberàncies és un leucòcit) presa per un microscopi electrònic de rastreig.

Els leucòcits o glòbuls blancs [leuko(s)- λευκός gr. 'blanc' + kytos- κύτος gr. cient. 'cèl·lula'] són un conjunt de cèl·lules sanguínies que s'encarreguen de la resposta immunitària, encarregades de defensar l'organisme contra substàncies estranyes o agents infecciosos (antígens). S'originen a la medul·la òssia i al teixit limfàtic.
Els leucòcits són cèl·lules mòbils que es troben a la sang transitòriament. A diferència dels eritròcits (glòbuls vermells), no contenen pigments i per això se'ls qualifica de glòbuls blancs.
Els valors normals oscil·len entre 5.000 i 11.000 per mm³.
Són les úniques cèl·lules sanguínies amb nucli, mitocondris, altres orgànuls cel·lulars. Són capaços de moure's lliurement mitjançant pseudopodis. La seva mida oscil·la entre els 8 i els 20 μm. El temps de vida varia entre algunes hores fins a mesos i anys. Aquestes cèl·lules poden sortir dels vasos sanguinis a través d'un mecanisme anomenat diapedesi.

## Classificació
- Granulòcits, per la presència de grànuls al citoplasma[5]
  - Neutròfils: Tenen un nucli polilobular i principalment lluiten contra els bacteris. També poden fer fagocitosi. Són els leucòcits més abundants, representen entre el 40% i el 75%.[5]
  - Basòfils: Els seus enzims no permeten fer coàguls de sang.
  - Eosinòfils: Tenen un nucli bilobular i principalment lluiten contra les al·lèrgies.
- Agranulòcits, per l'absència de grànuls al citoplasma
  - Limfòcits: Sintetitzen anticossos específics per a cada patogen.
  - Monòcits: Són els leucòcits més grans i fan la fagocitosi.[6]